# Bundesautobahn 13
Bundesautobahn 13 (em português: Auto-estrada Federal 13) ou A 13, é uma auto-estrada na Alemanha.
A Bundesautobahn 13 tem 196 km de comprimento.

## Estados
Estados percorridos por esta auto-estrada:
- Brandemburgo
- Saxônia